# Rodney Mullen
John Rodney Mullen (* 17. August 1966 in Gainesville, Florida) ist ein ehemaliger US-amerikanischer Profi-Skateboarder. Er ist dreifacher Freestyleskateboarding-Weltmeister und gilt als Urvater des Streetskatens. Neben dem Skateboarden ist er auch öffentlicher Redner, Erfinder, Unternehmer, Autor und Stunt-Double.
Mullen gewann 34 von 35 Freestyle-Wettbewerben und stellte damit die erfolgreichste Wettkampfserie in der Geschichte des Sports auf. Deshalb wird er oft der „Godfather of Modern Street Skating“ genannt (deutsch: „Der Pate des modernen Streetskating“).

## Karriere

### Frühe Jahre
Mullen wurde im August 1966 in Gainesville geboren. Mullens Mutter Anna P. Mullen war Pianistin und sein Vater John Mullen Zahnarzt. Dieser wollte immer, dass Rodney wie er Zahnarzt würde und hielt Profi-Skateboarden für einen unsicheren Beruf mit hohem Verletzungsrisiko. Trotz anfänglicher Skepsis schenkte ihm sein Vater schließlich 1977 sein erstes Skateboard unter der Bedingung, dass Rodney stets Schutzausrüstung trug. Er begann, in der Garage zu Hause Skateboardtricks zu üben und übte viel, um Profi-Skateboarder werden. Aufgrund dysfunktionaler Familienverhältnisse litt Mullen jahrelang unter starken Depressionen und Magersucht.
Obwohl er erst ein Jahr lang skatete, nahm Mullen 1978 an einem Skateboard-Wettbewerb bei den US Open Championships teil. Er trat in der Freestyle-Kategorie für Jungen an. Er verblüffte alle mit seiner Leidenschaft für das Skateboarden und seinen Fähigkeiten und belegte zu seiner Überraschung den fünften Platz in dem Wettbewerb. Dadurch wurde der Skateboardhersteller Bruce Walker auf ihn aufmerksam und beschloss, ihn zu sponsern. Jim McCall, ein professioneller Skateboarder, wurde sein Trainer.

### Zeit als Profi-Skateboarder
In den 1970er Jahren gewann Mullen 34 Amateurwettbewerbe, bevor er im Juni 1979 in seinem ersten professionellen Wettbewerb, den Oceanside Nationals, antrat. Bei seiner Teilnahme war er 13 Jahre alt und gewann gegen den Weltmeister Steve Rocco. Er wurde Profi und Mitglied im Powell Peralta Bones Brigade Team. Mullen war der Öffentlichkeit vor allem durch seine regelmäßigen Auftritte in den populären Bones-Brigade-Filmen bekannt (u. a.: „The Bones Brigade Video Show“, „Future Primitive“, „The Search for Animal Chin“ und „Public Domain“). Seine Sponsoren waren neben Powell Peralta u. a. Independent Trucks, Converse und Swatch Watches. Später war er Mitbegründer der World Industries, dem größten Skate-Unternehmen der 90er Jahre, das schließlich von Globe Shoes übernommen wurde. Um sich weiterzubilden, schrieb sich Mullen an der University of Florida für Chemieingenieurwesen ein, brach das Studium jedoch in seinem letzten Jahr ab, um sich mehr auf das Skateboarden zu konzentrieren.

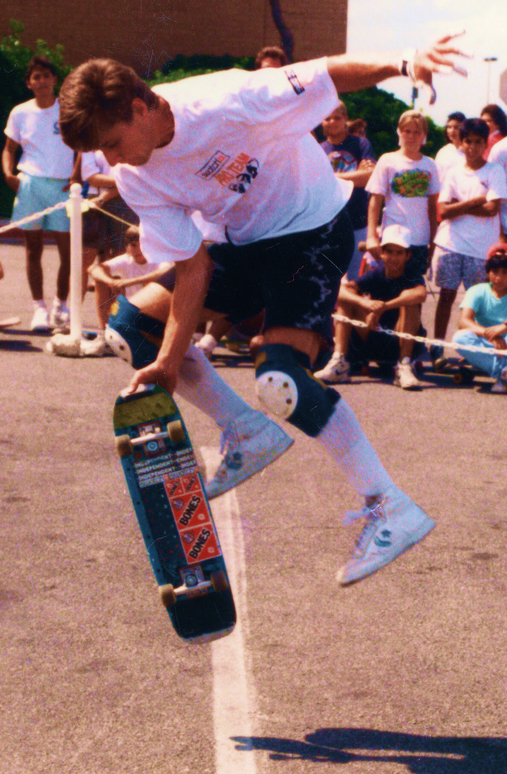
Rodney Mullen (1988)

Mullen kam 1991 zu Plan-B Skateboards. Mullen, der ursprünglich als Freestyle-Skateboarder begann, wurde nun zum Street-Skateboarder und erfand viele Tricks, die die Technik des Street-Skateboardens für immer veränderten.
Zahlreiche Skateboardtricks wurden von Rodney Mullens entwickelt. Unter anderem erfand er essenzielle Tricks wie „Flat Ollie“, „Kickflip“, „Darkslide“, „Heelflip“, „360 Flip“ sowie eine Technik namens „Late Flip“. 1981 wurde der „Ollie“ (Sprung mit dem Skateboard), der bis dahin durch Alan „Ollie“ Gelfand in Betonpools erstmals ausgeführt wurde, von Skatern wie Mullen, Mark Gonzales und Natas Kaupas auf den flachen Boden übertragen.
Mullens Lieblingstricks sind „Frontside Crooked Grind“-Variationen, „Nollie Hard Flip“ sowie der „Darkslide“. Sein bevorzugter Freestyler ist Kevin Harris. Mullen gilt als der „Godfather of Streetskating“ und ist in seiner Flexibilität und Bandbreite an Tricks und Combos bis heute unübertroffen. Darüber hinaus gilt er als der beste Switch-Skater (rechts- und linksfüßig) der Welt, was wohl daran liegt, dass er mehr als 350 verschiedene Tricks beherrscht und mehr als die Hälfte davon selbst erfunden hat.
1995 verließ Mullen das „Plan-B“-Team und gründete das „A-Team“. In der Zeit entstand die populäre „Rodney Mullen vs. Daewon Song“-Videoreihe. Aus dem A-Team entsprang „Enjoi Skateboards“, das von Mark Johnson, einem damaligen A-Team Mitglied, gegründet wurde. Johnson überzeugte Mullen, in Enjoi einzusteigen. Für seinen Schuh-Sponsor „Globe“ wirkte Mullen 2001 im Video „Opinion“ mit. Ebenfalls 2001 wurde Mullen der „Transworld Readers Choice Award for Skater of the Year“ verliehen. Ende 2002 verließ Mullen „Enjoi“ und gründete mit Daewon Song eine neue Boardfirma namens „Almost“. Das Team von „Almost“ bestand neben Mullen und Daewon Song aus Ryan Sheckler, Chris Haslam, Greg Lutzka, Cooper Wilt und Tyrone Olson & Chris Casey (beide als William Patrick). Im Dezember 2004 brachte „Almost“ unter dem Namen „Almost – Round Three“ einen Quasi-Nachfolger zur „Rodney Mullen vs. Daewon Song“-Serie heraus. Mullen ist außerdem Geschäftsführer von Tensor, einer Firma für Skateboardachsen. Privat skatet Mullen gerne mit Daewon Song, Ronnie Creager oder Marc Johnson, am liebsten aber allein.
2003 schrieb er seine Autobiografie mit dem Titel The Mutt: How to Skateboard and Not Kill Yourself. Er wurde außerdem von Tony Hawk in den virtuellen Kader der Kult-Videospielserie Tony Hawk’s Pro Skater aufgenommen. Rodney Mullen ist auch als Redner aktiv, u. a. zu Motivationsthemen. In dieser Funktion wurde er zu mehreren Shows eingeladen, um über seine Skateboard-Karriere, Innovationen und Ansichten zum Skateboarding zu sprechen. 2013 wurde er in die „Skateboarding Hall of Fame“ aufgenommen. 2011 belegte Mullen den dritten Platz bei den „30 einflussreichsten Skateboardern aller Zeiten“ des Transworld-Skate-Magazins. Rodney Mullen hat bislang in über zwanzig Skateboard-Videos mitgewirkt und war in zwei Filmen als Stunt-Double zu sehen. Er war Stuntdouble für Christian Slater in dem Film Gleaming the Heart – Rebellen auf Skateboards (1989) und für Ben Stiller in Das erstaunliche Leben des Walter Mitty (2013). Im Jahr 2014 wurde Mullen von O’Reilly Media zu einer Konferenz mit dem Titel „The art of good practice“ eingeladen, auf der er über seine Skateboard-Karriere und sein Scheitern, seinen Schmerz, seine Verletzung und seine Genesung sprach.
2019 betrug das geschätzte Vermögen von Mullen 30 Millionen Dollar.

## Persönliches
Rodney Mullen war mit Traci Mullen verheiratet, einer ehemaligen Verkäuferin bei World Industries. Sie verliebten sich bei der Arbeit und heirateten im April 2000. Doch ihre Beziehung begann sich zu verschlechtern, und sie beschlossen 2013 nach dreizehn Jahren Ehe, getrennte Wege zu gehen. Nach einem Jahr der Scheidung begann Mullen mit Lori Guidroz auszugehen, einer Haarstylistin in der Filmindustrie.
Mullen wurde mit einer fehlerhaften Femur-Antetorsion geboren, d. h. beide Füße zeigen nach innen. Das war ein großer Nachteil für Mullen, denn vor allem beim Skateboarden sind die Füße von großer Wichtigkeit.

## Entwickelte Tricks

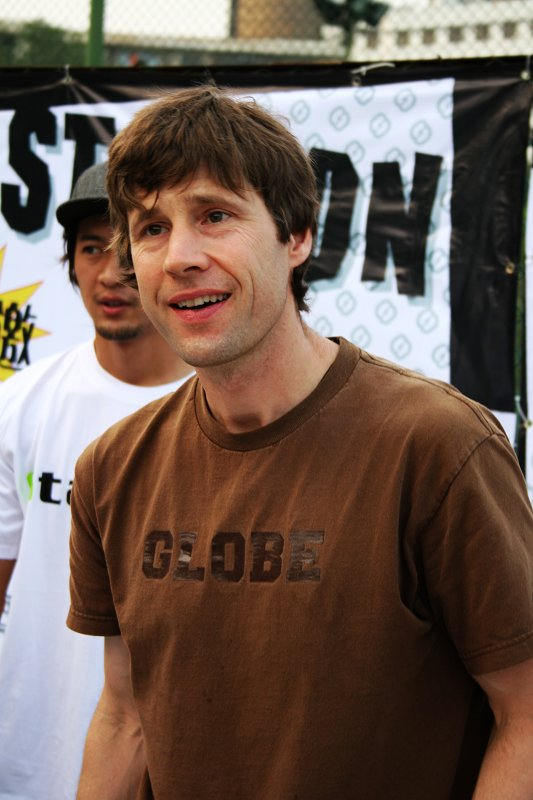
Rodney Mullen (2008)

2008 erhielt Mullen eine Auszeichnung von Guinness World Records für den Weltrekord der am meisten erfundenen Skateboardtricks, 30 Stück, im Zeitraum von 1997 bis 2008.
- 540 Shove-its (1979)
- 50/50 Saran Wraps (1979)
- Helipops (1980)
- Flat Ollies (1981)
- Gazelles (1981)
- No Hand 50/50 (1981)
- Kickflips (1982)
- Heelflips (1982)
- Halfcab Impossible (1982)
- Sidewinders (1983)
- 360 Flip (1983)
- 360 Pressure Flips (1983)
- Casper 360 Flips (1983)
- Half Cab Kick Flips (1983)
- 50/50 Sidewinders (1983)
- One Footed Ollie’s (1984)
- Backside 180 Flip (1984)
- Ollie Nosebones (1986)
- Flatland Ollie Airwalk
- Ollie Finger flip (1986)
- Frontside HeelFlip Shove-It (1988)
- Switchstance 360 Flips (1990)
- Helipop Heel Flips (1990)
- 360 Backside Impossible (1991)
- Half-Cab KickFlip Underflip (1992)
- Casper Slide (1992)
- Half Flip Darkslide (1992)
- Primoslideflips (1999)
- Darkslide-Variationen
- K-Grind Munky Flip out

Mullen entwickelte viele grundlegende Tricktechniken und kreierte daraus unzählige Trickvariationen. Nebenbei legte er mit den von ihm erfundenen New School Tricks das Fundament für das moderne Streetskaten.